# Староколутонський сільський округ
Староколуто́нський сільський округ (каз. Ескі Қалқұтан ауылдық округі, рос. Староколутонский сельский округ) — адміністративна одиниця у складі Астраханського району Акмолинської області Казахстану. Адміністративний центр — село Старий Колутон.
Населення — 888 осіб (2021; 1462 у 2009, 2022 у 1999, 2483 у 1989).
Станом на 1989 рік існували Колутонська селищна рада (смт Колутон, села Берлік, Каратубек) та Староколутонська сільська рада (села Заріченка, Ковиленка, Косколь, Старий Колутон). 1993 року вони утворили Староколутонський сільський округ, а село Каратубек відійшло до складу Кайнарського сільського округу. Пізніше села Колутон, Бірлік та селище Роз'їзд 90 утворили окремий Колутонський сільський округ.

## Склад
До складу округу входять такі населені пункти:
| Населений пункт      | Колишні назви | Населення, осіб (1989) | Населення, осіб (1999) | Населення, осіб (2009) | Населення, осіб (2021) |
| -------------------- | ------------- | ---------------------- | ---------------------- | ---------------------- | ---------------------- |
| Єнбек, село          | Заріченка     | 341                    | 277                    | 135                    | 103                    |
| Ковиленка, село      | -             | 552                    | 457                    | 291                    | 153                    |
| Косколь, село        | -             | 326                    | 245                    | 172                    | 88                     |
| Старий Колутон, село | -             | 1264                   | 1043                   | 864                    | 544                    |